# Электронная фильмотека
Электронная фильмотека — интернет-ресурс, предназначенный для постепенного накопления разного рода видеоматериалов, каждый из которых самодостаточен и в любой момент может быть востребован зрителем. Электронные фильмотеки могут быть универсальными, стремящимися к наиболее широкому выбору материала, и более специализированными, включая в себя, например, только фильмы определённых жанров.